# 温泉番付
温泉番付（おんせんばんづけ）とは、温泉地を大相撲の番付に見立てて格付けしたものである。

## 概要
温泉番付が初めて作られたのは、江戸時代の寛政年間といわれている。当時歌舞伎役者の人気を相撲の番付風に格付けした、見立て番付が流行した。同じようなものが数々のジャンルに対して作成され、温泉番付もその中の1つとして作成された。その番付は効能の高さを元にランク付けされている。そのため、番付によっては温泉名の上に効能が記述されているものもある。番付の東西は、大相撲の番付の考え方と異なり、単に東日本の温泉は東に、西日本の温泉は西に番付されている。ただし、幕内下位の西日本の欄には東日本の温泉が一部入っている。
温泉番付は江戸、大坂など、町人文化が発達したところで町人によって作成され、その後各地の温泉地でも作成された。この時代の番付の特徴としては、
1. 作成された場所により、温泉地の番付に変化がある
2. 誤字脱字、該当温泉地が不明のものがある。

1の理由としては、近くの温泉や自分の温泉地をひいきにしたりすることが多かったためである。2については、当時は街道は発達していたが町人が自由に旅行することは難しく、他の旅行者の評判や既存の温泉番付を参考にして番付に反映させていた。その結果人伝えに情報が伝えられるうちに誤字脱字や、該当不明の温泉地が発生しそれがそのまま掲載された。
作成された場所により温泉番付の中身は変化があるが、どの番付でも大関（当時最高位）は草津温泉と有馬温泉、勧進元は湯の峰温泉（番付内では本宮の湯として登場）である。
江戸時代に流行った温泉番付は明治時代以降も製作されたが、徐々に番付を行う風習は廃れていった。
現在では温泉の格付けはベスト10、ベスト100形式が主流であるが、松田忠徳など温泉評論家により番付が作成されることがある。また、野口冬人による露天風呂番付や、共同浴場番付など特定の分野に特化した番付も作られている。

## 諸国温泉功能鑑

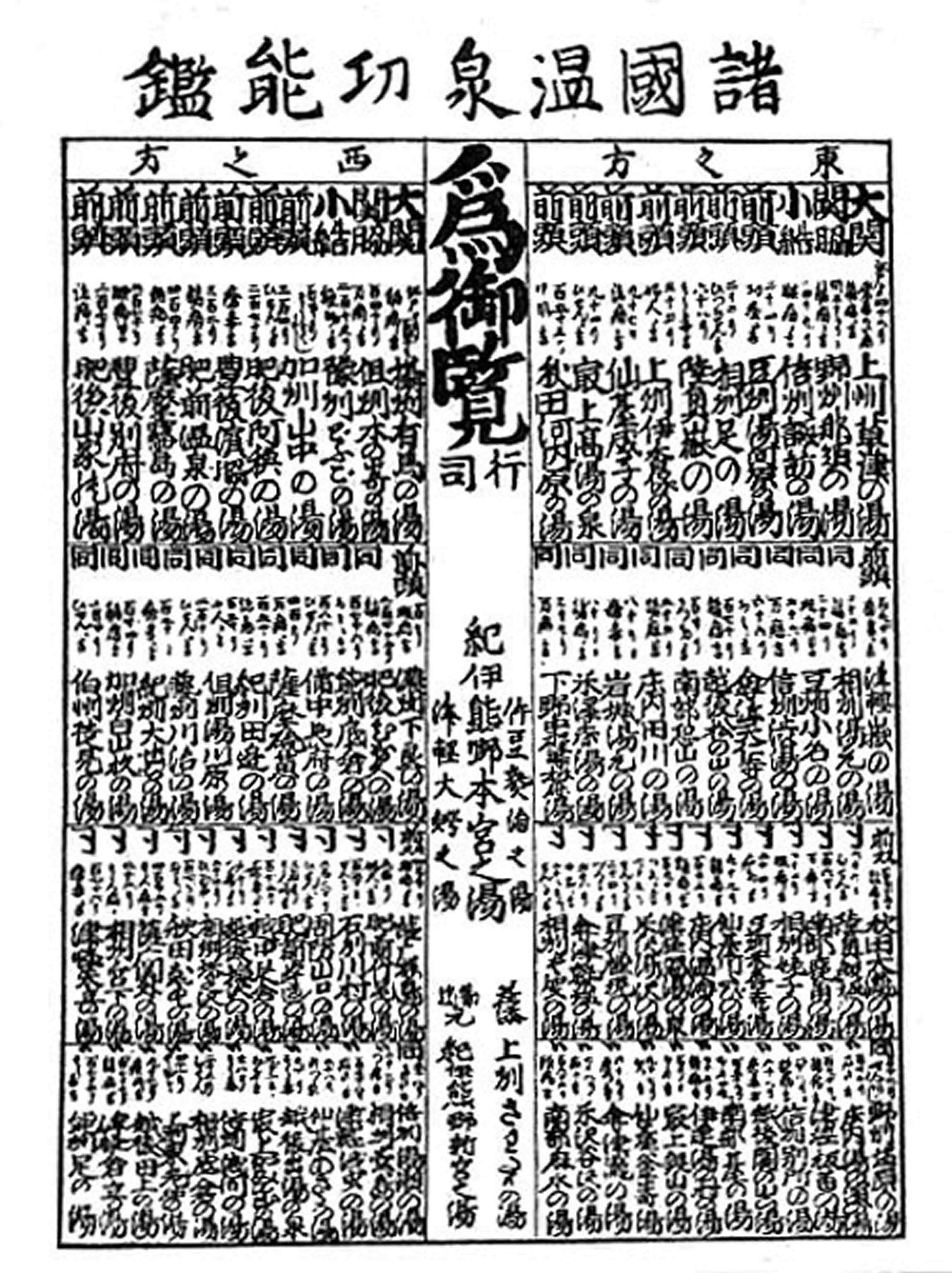
諸国温泉功能鑑:1851年 (嘉永) 4年2月発行

温泉番付の一例としての「諸国温泉功能鑑」は元版が江戸時代後期1812年（文化9年）から1817年（文化14年）の間に出版されたとされる。なお当時の相撲には横綱の格付けはなく大関が最高位であった。
| 番付        | 西               | 東               |
| ----------- | ---------------- | ---------------- |
| 大関        | 摂州有馬の湯     | 上州草津の湯     |
| 関脇        | 但馬城の崎の湯   | 野州那須の湯     |
| 小結        | 予州どふごの湯   | 信州諏訪の湯     |
| 前頭        | 加州山中の湯     | 豆州湯河原の湯   |
| 前頭        | 肥後阿蘇の湯     | 相州足の湯       |
| 前頭        | 豊後浜脇の湯     | 陸奥嶽の湯       |
| 前頭        | 肥前温泉の湯     | 上州湯川尾の湯   |
| 前頭        | 薩摩霧島の湯     | 仙台成子の湯     |
| 前頭        | 豊後別府の湯     | 最上高湯の泉     |
| 前頭        | 肥後山家の湯     | 武州小河内原の湯 |
| 前頭(2段目) | 濃州下良の湯     | 津軽嶽の湯       |
| 前頭        | 肥後ひな久の湯   | 相州湯元の湯     |
| 前頭        | 能州底倉の湯     | 豆州小名の湯     |
| 前頭        | 備中長府の湯     | 信州渋湯の湯     |
| 前頭        | 薩摩硫黄の湯     | 会津天仁寺の湯   |
| 前頭        | 紀州田辺の湯     | 越後松の山の湯   |
| 前頭        | 但馬湯川原の湯   | 南部恐山の湯     |
| 前頭        | 芸州川治の湯     | 庄内田川の湯     |
| 前頭        | 紀州大ぜちの湯   | 岩城湯元の湯     |
| 前頭        | 加州白山の杦の湯 | 米沢赤湯の湯     |
| 前頭        | 伯州徒見の湯     | 下野中禅寺麓の湯 |
| 前頭(3段目) | 薩摩桜島の湯     | 秋田大滝の湯     |
| 前頭        | 肥前竹尾の湯     | 陸奥飯坂の湯     |
| 前頭        | 石州川村の湯     | 南部鹿角の湯     |
| 前頭        | 周防山口の湯     | 相州姥子の湯     |
| 前頭        | 肥前うるしの湯   | 豆州朱善寺の湯   |
| 前頭        | 越中足倉の湯     | 仙台川たびの湯   |
| 前頭        | 越後塩沢の湯     | 庄内温海の湯     |
| 前頭        | 相州塔の沢の湯   | 津軽温湯の泉     |
| 前頭        | 秋田おやすの湯   | 米沢湯沢の湯     |
| 前頭        | 薩摩関外の湯     | 豆州権現の湯     |
| 前頭        | 相州宮下の湯     | 会津熱塩の湯     |
| 前頭        | 津軽矢立の湯     | 相州木賀の湯     |
| 前頭(4段目) | 信州湯瀬の湯     | 野州塩原の湯     |
| 前頭        | 相州堂ヶ島の湯   | 庄内湯の浜の湯   |
| 前頭        | 津軽浅虫の湯     | 津軽板留の湯     |
| 前頭        | 仙台あきうの湯   | 信州別所の湯     |
| 前頭        | 越後出湯の泉     | 越後関の山の湯   |
| 前頭        | 最上かみの山の湯 | 南部台の湯       |
| 前頭        | 信州浅間の湯     | 伊達湯の村の湯   |
| 前頭        | 相州底倉の湯     | 最上銀山の湯     |
| 前頭        | 上州東老神の湯   | 仙台釜崎の湯     |
| 前頭        | 越後田上の湯     | 会津滝の湯       |
| 前頭        | 津軽倉立の湯     | 米沢谷沢の湯     |
| 前頭        | 能州足の湯       | 南部麻水の湯     |

## ギャラリー

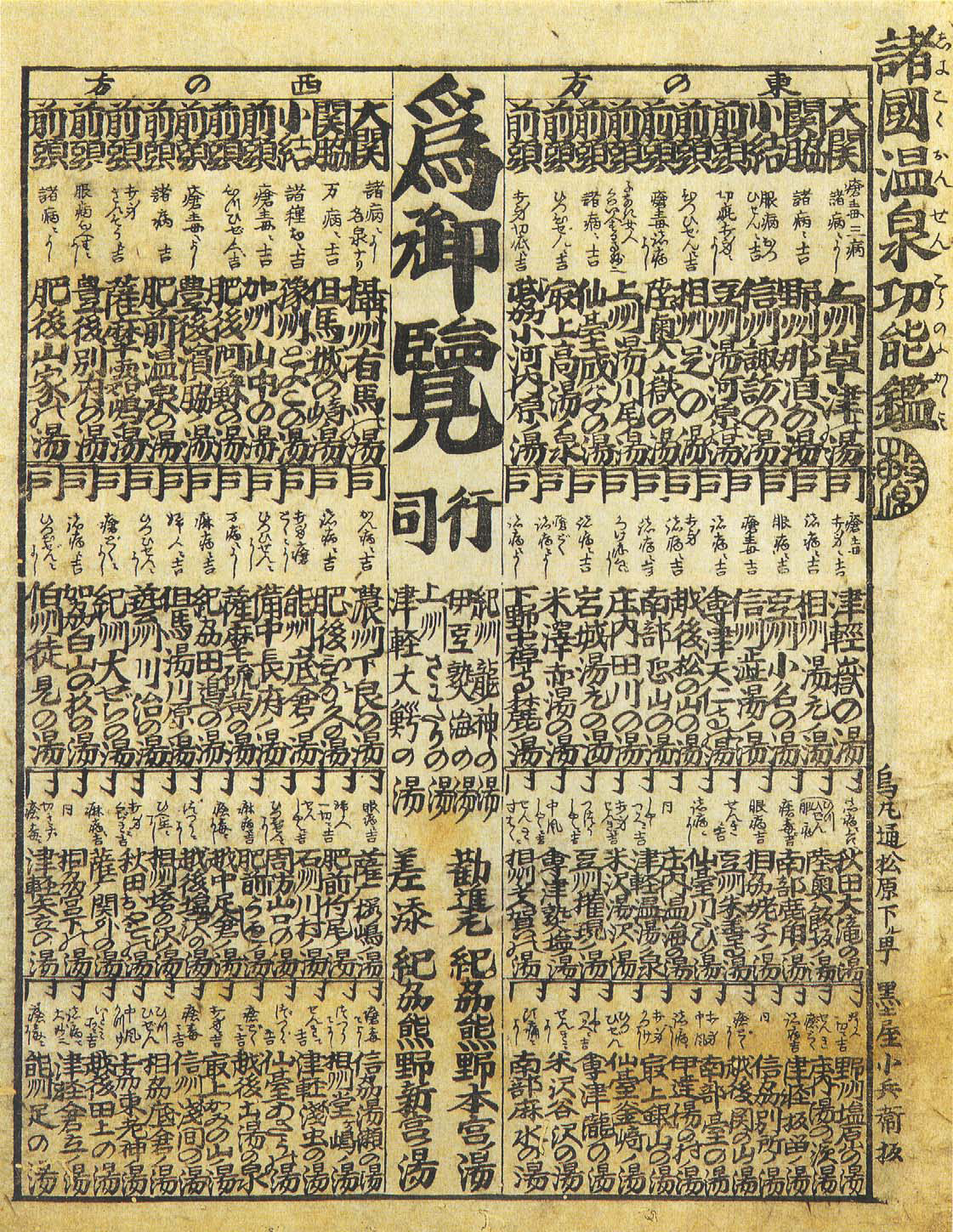
諸国温泉功能鑑の筆写版（江戸時代）
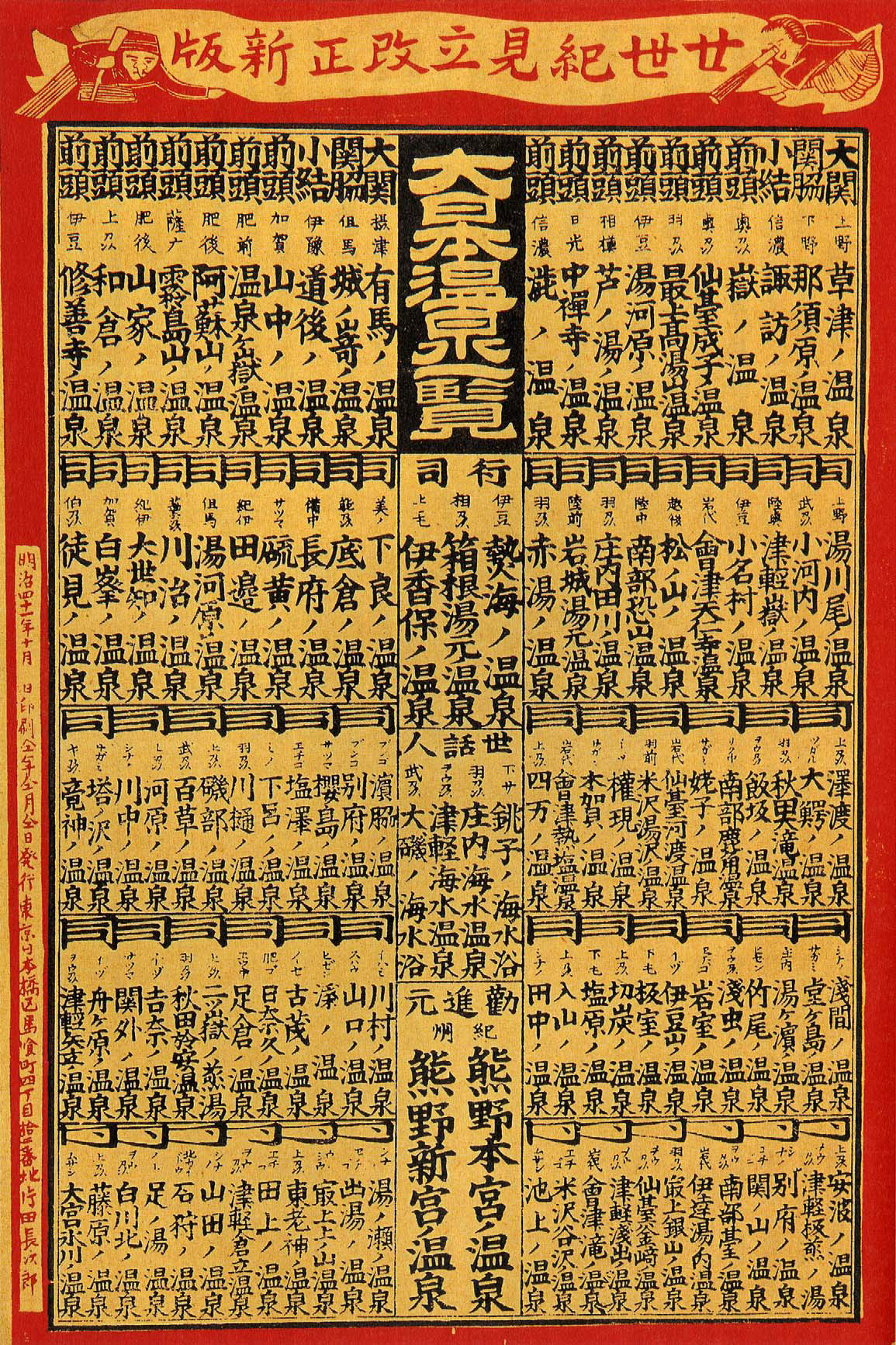
大日本温泉一覧（20世紀見立改正新版、1908年（明治41年）